# Saint-Guyomard
Saint-Guyomard település Franciaországban, Morbihan megyében. Lakosainak száma 1446 fő (2022. január 1.). Saint-Guyomard Sérent, Bohal, Molac, Le Cours és Trédion községekkel határos.

## Népesség
A település népessége az elmúlt években az alábbi módon változott:
| Lakosok száma | 770  | 779  | 792  | 976  | 1272 | 1352 | 1362 | 1389 | 1407 | 1446 |
|               | 1968 | 1982 | 1990 | 2006 | 2013 | 2015 | 2017 | 2019 | 2020 | 2022 |